# Robert Byron Bird
Pour les articles homonymes, voir Bird.
Robert Byron Bird, né le 5 février 1924 à Bryan, Texas et mort le 13 novembre 2020, est un physicien américain.

## Biographie
Il fait des études de premier cycle à l'université de l'Illinois à Urbana-Champaign. Il obtient ensuite un Ph.D. en chimie physique à l'université du Wisconsin à Madison en 1950. Il part comme chercheur postdoctoral à l'institut de physique théorique de l'université d'Amsterdam. Il revient ensuite aux États-Unis, d'abord à l'université Cornell puis à Madison comme professeur. Il est connu pour ses travaux dans le domaine des propriétés de transport et en rhéologie.

## Prix et distinctions
- 1957 - boursier de la fondation John-Simon-Guggenheim
- 1969 - élu à la National Academy of Engineering
- 1970 - Compagnon de l'American Physical Society
- 1974 - Médaille Bingham de la Society of Rheology[2]
- 1980 - Prix Otto Laporte de l'American Physical Society
- 1981 - Compagnon de l'American Academy of Arts and Sciences
- 1983 - Médaille Eringen de la Society of Engineering Sciences[3]
- 1983 - Compagnon de l'American Academy of Mechanics
- 1985 - élu à la Royal Dutch Academy of Sciences
- 1987 - National Medal of Science
- 1994 - élu à la Royal Belgian Academy of Sciences
- 2004 - médaille de l'ordre d'Orange-Nassau
- 2015 - Compagnon de l'American Association for the Advancement of Science

## Ouvrages publiés
- (en) Robert Byron Bird, Warren Earl Stewart, et Edwin Niblock Lightfoot, Transport Phenomena, John Wiley & Sons, 2007  (ISBN 0-470-11539-4)
- (en) Robert Byron Bird, Joseph Oakland Hirschfelder, et Charles Francis Curtiss, Molecular Theory of Gases and Liquids, John Wiley & Sons, 1966  (ISBN 978-0-471-40065-3)
- (en) Robert Byron Bird, Robert C. Armstrong, et Ole Hassager, Dynamics of Polymeric Liquids, Volume 1: Fluid Mechanics, John Wiley & Sons, 1987  (ISBN 978-0-471-80245-7)
- (en) Robert Byron Bird, Charles Francis Curtiss, Robert C. Armstrong, et Ole Hassager, Dynamics of Polymeric Liquids, Volume 2: Kinetic Theory, John Wiley & Sons, 1987  (ISBN 978-0-471-80244-0)